# Okręg Issoudun
Okręg Issoudun (fr. Arrondissement d’Issoudun) – okręg w środkowej Francji, w departamencie Indre. Populacja wynosi 36 100.

## Podział administracyjny
W skład okręgu wchodzą następujące kantony:
- Issoudun-Nord,
- Issoudun-Sud,
- Saint-Christophe-en-Bazelle,
- Vatan.